# Carlos Pareja Paz Soldán
Carlos Pareja Paz Soldán (Lima, 27 de junio de 1914-Ib.,16 de mayo de 1943) fue un erudito y jurista peruano; su padre fue José Pareja y Llosa, y su madre Carmen Paz Soldán y Paz Soldán. Hermano del jurista y diplomático José Pareja Paz Soldán y de doña Rosa Pareja Paz Soldán.

## Cronología
- 1930: Egresa del Colegio Sagrados Corazones Recoleta.

- 1931: Ingresa a la UNMSM.

- 1932: Se traslada a la PUCP por problemas internos en el anterior claustro.

- 1934: Colaborador del diario La Prensa.

- 1937: Viaja a París con una Beca de la Alianza Francesa.

- 1939: Retorna a Lima luego de visitar España, Italia y Alemania.

- 1940: Se recibe de abogado.

- 1941: Encargado del Departamento de Prensa del Ministerio de RR.EE (1941-1942).

Dictó cátedra de Autores selectos de la Literatura Universal en la Facultad de Letras de la PUCP.

## Obras
- Enunciación, glosa y elogio del scoutismo. -- Lima: Lumen, 1936.
- Noticia histórica de los concordatos del Perú (Tesis).
- Las coplas de Jorge Manrique (Tesis).

### Obras póstumas
- Obra completa. -- Lima : La Prensa, 1945.
- Antología. -- Lima : Edit. Universitaria, 1965.